# Ukomno'm
Ukomno'm (Ukomnom), ogranak pravih Yuki Indijanaca iz Kalifornije naseljeno nekada u dolini Round Valley, na sjevernoj strani Middle Forka i susjednom području. 
Powers ih je nazvao Ūk-um-nom.